# Змоликас
Змо́ликас (Смолика, греч. Σμόλικας, арум. Smolcu) — гора на северо-западе Греции. Находится в горах Пинд, к югу от хребта Грамос, в периферийной единице Янине в периферии Эпире. Вторая по высоте после Олимпа вершина в Греции. Высота вершины составляет 2637 метров над уровнем моря. К горе примыкают два национальных заповедника. Её длина составляет примерно от 15 до 20 км с востока на запад, а ширина около 10 км с севера на юг.
На западном склоне Змоликас расположено одно из озер альпийского типа Драколимни.